# Cobra (La Ronde)
Cobra im Freizeitpark La Ronde (Montreal) war eine Stahlachterbahn vom Modell Stand-Up Coaster des Herstellers Intamin, die ursprünglich 1988 als Stand Up im Skara Sommarland (Schweden) eröffnet wurde. Dort fuhr sie bis 1994. Ab 1995 fuhr sie anschließend in La Ronde, bis sie 2016 endgültig geschlossen wurde.
Sie war eine von nur drei Achterbahnen vom Typ Stand-Up Coaster des Herstellers Intamin.

## Züge
Cobra besaß zwei Züge mit jeweils sechs Wagen. In jedem Wagen konnten vier Personen (eine Reihe à vier Personen) Platz nehmen.